# Patrouille de France

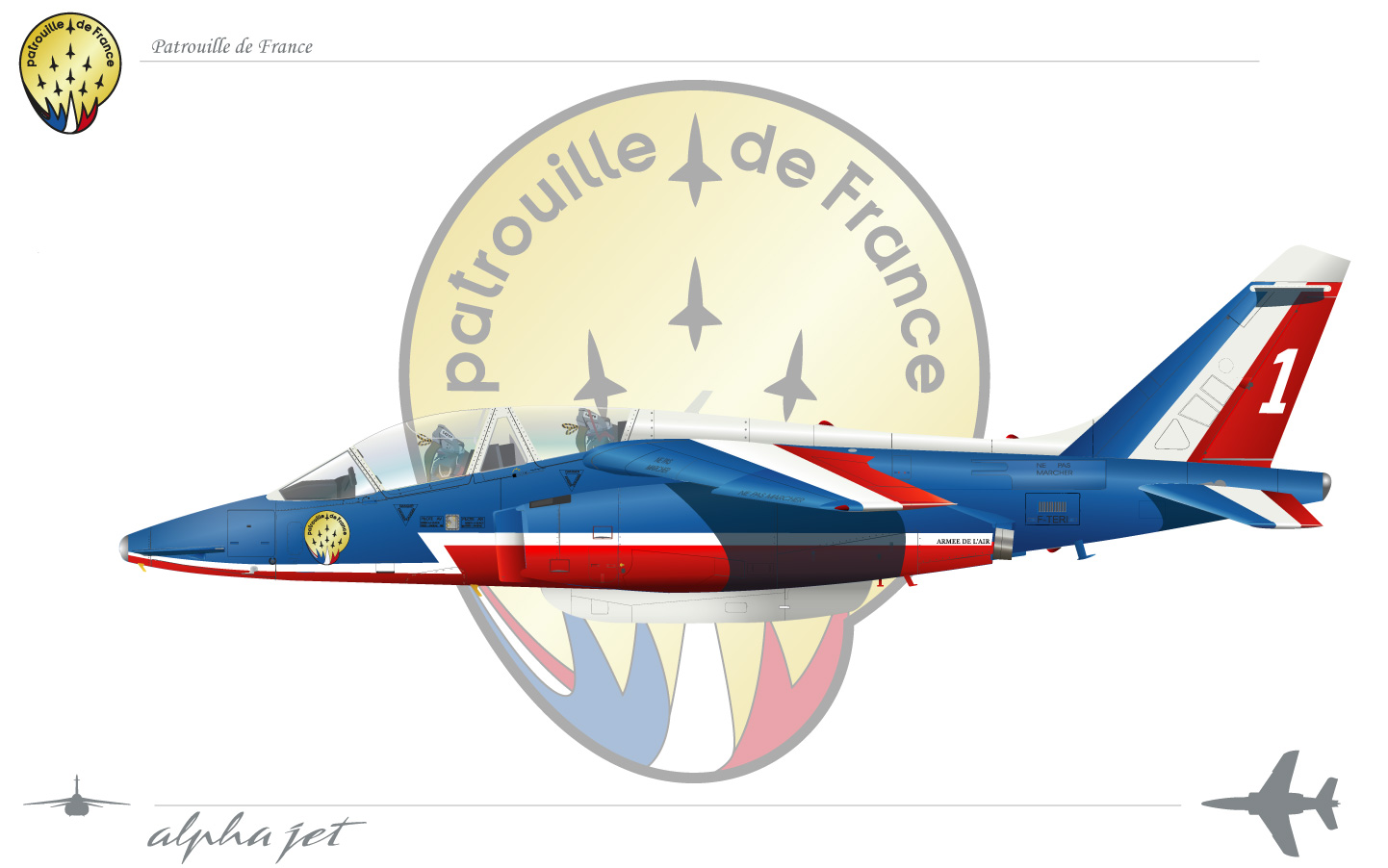
L'Alpha Jet de la Patrouille de France.

La Patrouille de France (PAF pour Patrouille acrobatique de France) est la patrouille acrobatique officielle de l'Armée de l'air et de l'espace française, créée en 1953. Avec les autres ambassadeurs de l'Armée de l'air et de l'espace, sa mission est de représenter cette armée et d'être l'ambassadrice de l'aéronautique française à l'étranger.
Stationnée sur la base aérienne 701 de Salon-de-Provence, elle est considérée comme l'une des meilleures formations acrobatiques au monde, au même titre que les Red Arrows de la Royal Air Force britannique, les Blue Angels de l'aéronavale américaine, les Frecce Tricolori de l'armée de l'air italienne ou les Chevaliers russes.
Composée de 9 pilotes, d'une trentaine de mécaniciens, de secrétaires, d'agents d'opérations, de photographes et de chargés de communication, elle partage son emploi du temps entre la saison hivernale (entraînement), et la saison estivale (manifestations aériennes).
Elle ouvre traditionnellement le défilé du 14 Juillet à Paris, à neuf Alpha Jet. Elle évolue habituellement à huit appareils pour présenter une démonstration d'une vingtaine de minutes alternant changements de formations et croisements impressionnants. Ces démonstrations sont commentées par le directeur des équipes de présentation de l'armée de l'air, pilote de chasse également, ainsi que par l'officier des relations publiques. Chaque vol est filmé à partir du point central par l'un des deux spécialistes photo/vidéo, où se trouve également un pilote (souvent le pilote remplaçant) chargé notamment d'assurer l'interface entre la patrouille et le contrôle, et garantir ainsi la sécurité des vols.

## Histoire
En 1931, la première démonstration aérienne en patrouille en France a lieu sur le terrain d'Étampes-Mondésir. Elle est effectuée par des moniteurs de l'École de perfectionnement au pilotage sur Morane-Saulnier MS.230. La formation est alors composée de 3 appareils. Entre 1932 et 1939, sous le commandement du Capitaine Pierre Fleurquin, la « patrouille d'Étampes » reçoit un succès encourageant et passe à la postérité. La patrouille est choisie pour représenter la France lors de meetings internationaux.
Les avions, parfois jusqu'à 18, volaient attachés entre eux avec des cordes.
En 1935, la « patrouille d'Étampes » est convertie sur MS.225 et se développe pour passer à cinq appareils (1936). En 1937, elle rejoint Salon-de-Provence, prenant l'appellation de « Patrouille de l'École de l'air ». La Seconde Guerre mondiale interrompt ces différentes activités.
En 1947, le ministère de l'Air crée une Escadrille de présentation de l'Armée de l'air. Elle est dirigée par le capitaine Perrier, ancien pilote de la Patrouille d'Étampes et équipée de douze Stampe SV-4. Devant le succès croissant des représentations, diverses formations voient le jour au sein de l'Armée de l'Air. En 1952, le commandant Pierre Delachenal, pilote de la 3e Escadre de chasse stationnée sur la base aérienne 112 Reims-Champagne, forme une escadrille de quatre Republic F-84 G. Lors d'un meeting aérien le 17 mai 1953 sur le terrain de Maison-Blanche en Algérie, le commentateur du show de l'escadrille, le pilote et journaliste Jacques Nœtinger, emballé par le spectacle qu'il vient de voir, la baptise « Patrouille de France ». L'état-major de l'armée de l'air entérine cette appellation le 14 septembre 1953,.
Durant les dix années suivantes, la Patrouille de France va changer quatre fois d'escadres, étant basée sur la base aérienne 112 Reims-Champagne, la Patrouille ira en 1954 à la 2e Escadre de la base aérienne 102 Dijon-Longvic, elle va l'année suivante être basée à la 12e Escadre de la base aérienne 103 Cambrai-Épinoy. En 1956 exceptionnellement cette année, la Patrouille de France va être divisée en deux avec une Patrouille de Mystère IV A sur la base aérienne 103 Cambrai-Épinoy assurant les présentations à l'étranger, et une Patrouille de M.D. 450 Ouragan basée à la 4e Escadre de la base aérienne 136 Bremgarten qui elle assure les présentations sur le territoire français. De 1957 à 1961, la Patrouille de France retourne à la 2e Escadre de la base aérienne 102 Dijon-Longvic et de 1961 à 1963, elle va être basée à la 4e Escadre de la base aérienne 133 Nancy-Ochey. Ces escadres vont perpétuer tour à tour les traditions de la Patrouille de France et contribuer à son succès international.

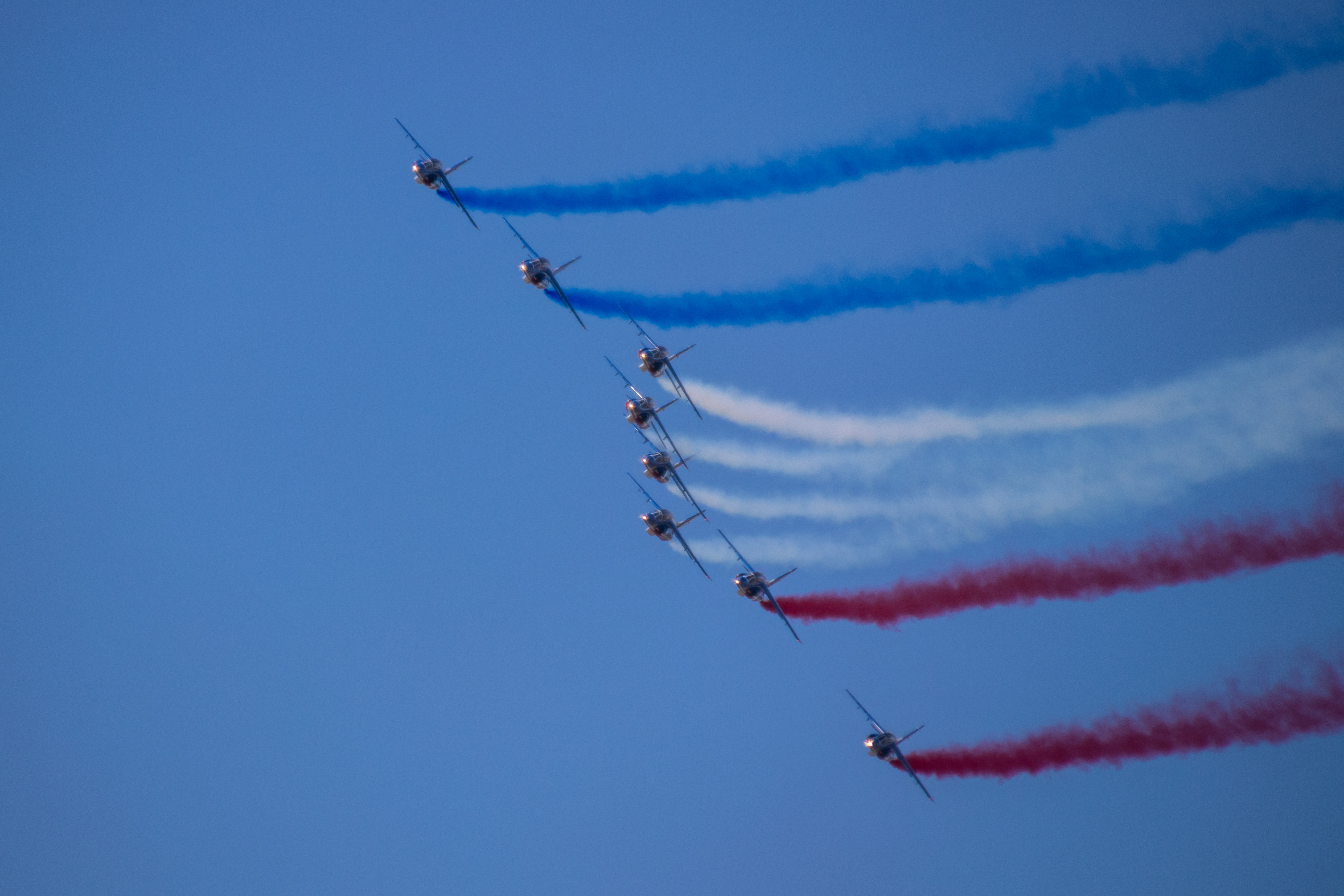
Virage de la Patrouille de France.

En 1964, à la suite de restrictions budgétaires, la patrouille de Mystère IV, est dissoute. Soucieux de ne pas voir disparaître le nom de Patrouille de France, le ministère des Armées décide cependant quelques mois plus tard de conserver la Patrouille de l'École de l'Air. Les six Fouga Magister de la base de Salon-de-Provence vont devenir le flambeau de la voltige aérienne française pendant seize ans. La dernière représentation des Fouga Magister, dont le nombre était passé à neuf, se tient le 16 septembre 1980 à Salon-de-Provence. L'Alphajet devient alors le fer de lance de la Patrouille de France en 1981 avec 7 appareils. Ce chiffre est porté à huit à partir de 1982.
Un défilé historique a lieu en 1986 au-dessus de la ville de New York.
Le 25 novembre 2009 pour la première fois au monde, une patrouille acrobatique est commandée par une femme puisque c'est à cette date que le commandant Virginie Guyot devient leader de la Patrouille de France.
Du 17 mars au 6 mai 2017, la Patrouille de France effectue une tournée nord-américaine pour la commémoration de l'entrée en guerre des États-Unis aux côtés de la France en 1917. Elle survole plusieurs grandes villes tant sur la Côte Est (New-York, Norfolk…) que sur la Côte Ouest (San Francisco, Sacramento…) et participe à différents meetings. La tournée permet également à la patrouille de voler en formation avec les Blue Angels à Pensacola et les Thunderbirds à Nellis. Le nouveau design est réalisé par Régis Rocca.

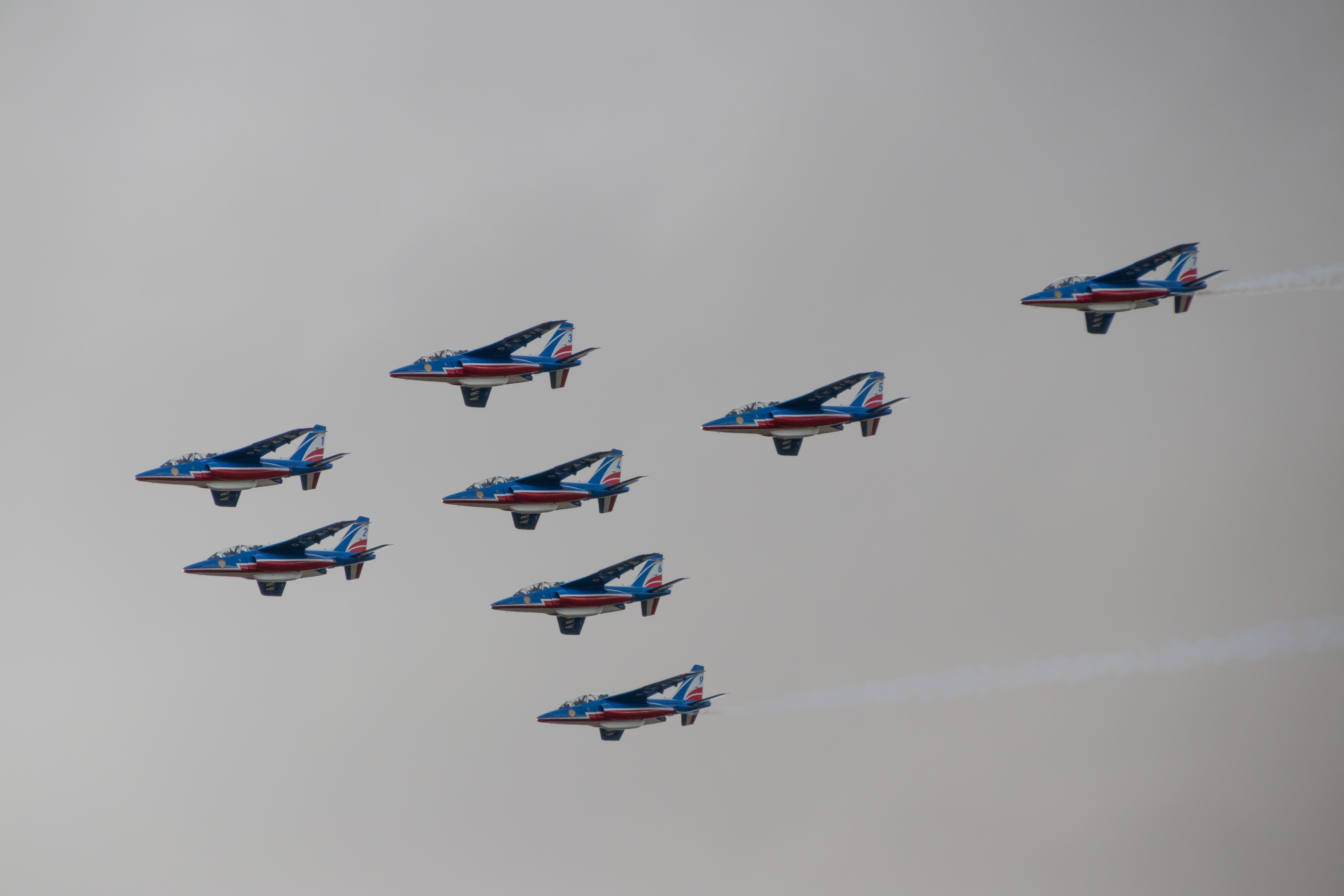
La Patrouille de France à Roanne en septembre 2018.

En novembre 2018, la Patrouille de France, sous l'impulsion de son leader, le lieutenant-colonel Gauthier Dewas, tente de moderniser la livrée de la dérive des avions âgés de 40 ans, inchangée depuis l'arrivée de l'Alphajet au sein de la formation en 1981.
En 2019, la Patrouille de France participe au Dubaï Airshow.
En 2020, elle survole les hôpitaux des régions les plus touchées par la crise sanitaire (au début de la pandémie).
En 2021, à l'occasion des 75 ans du Petit Prince, l'armée de l'Air et de l'Espace et la fondation Saint-Exupéry pour la Jeunesse se sont associées et des visuels du personnage décorent les dérives des Alphajet. La Patrouille de France effectue également un passage historique au-dessus de Rome le 26 novembre 2021, pour marquer la signature du traité du Quirinal.
En 2022, le 8 juillet, la Patrouille de France embarque pour la première fois de son histoire un président de la République en exercice en la personne d'Emmanuel Macron. Le chef de l'État a volé en place arrière d'Athos 5.
Du 20 mai au 21 mai 2023, “70 ans de la Patrouille de France” : les mousquetaires du ciel. Ils évoluent par huit, et non par trois, mais les militaires de la PAF représentent la quintessence de l'esprit des héros de Dumas. Une confrérie de l'air dont tous les « Athos » (leur indicatif) doivent apprendre à voler au sein de cette unité de légende où l'erreur de l'un est l'erreur de tous,.

## Les pilotes

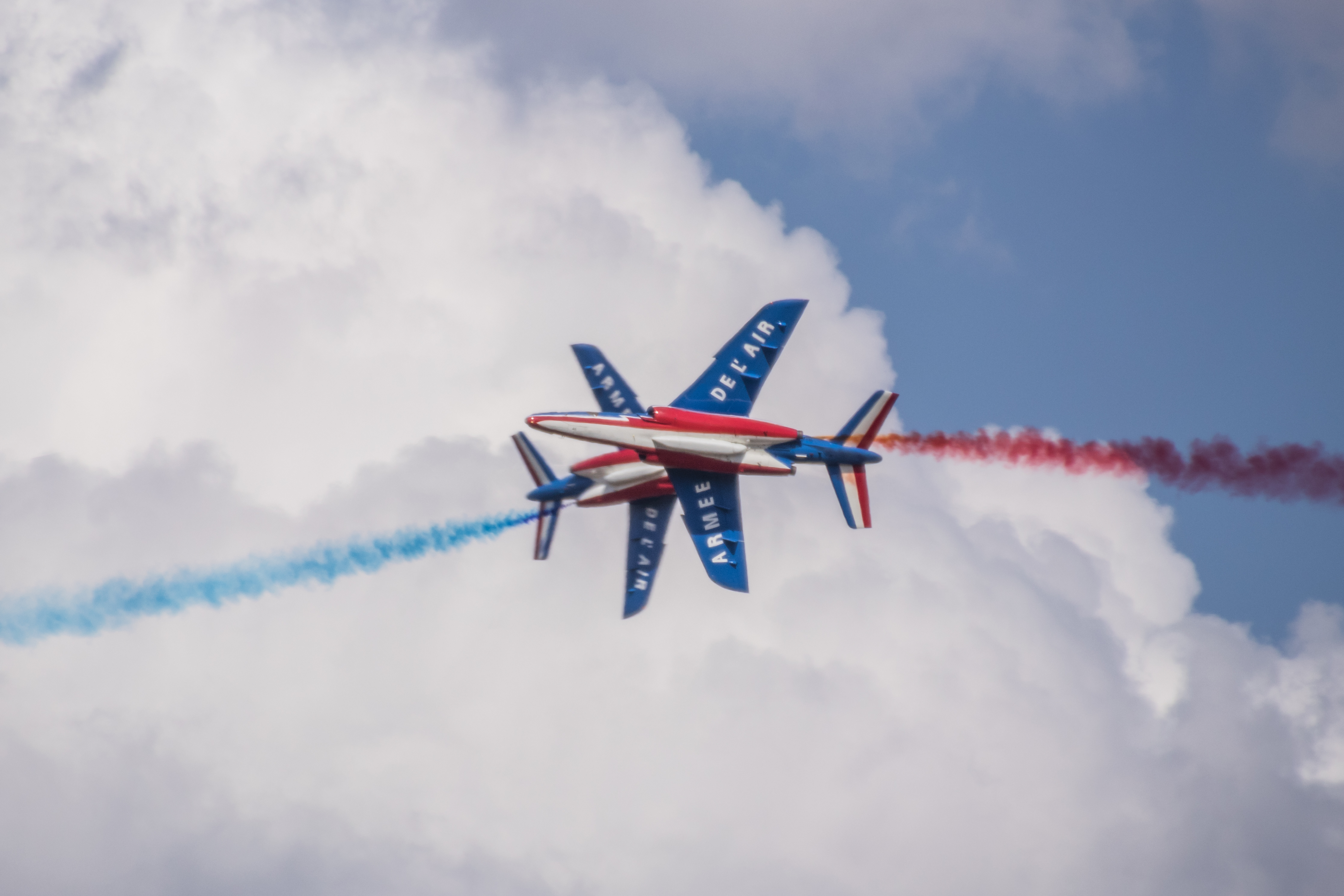
Croisement des solos.

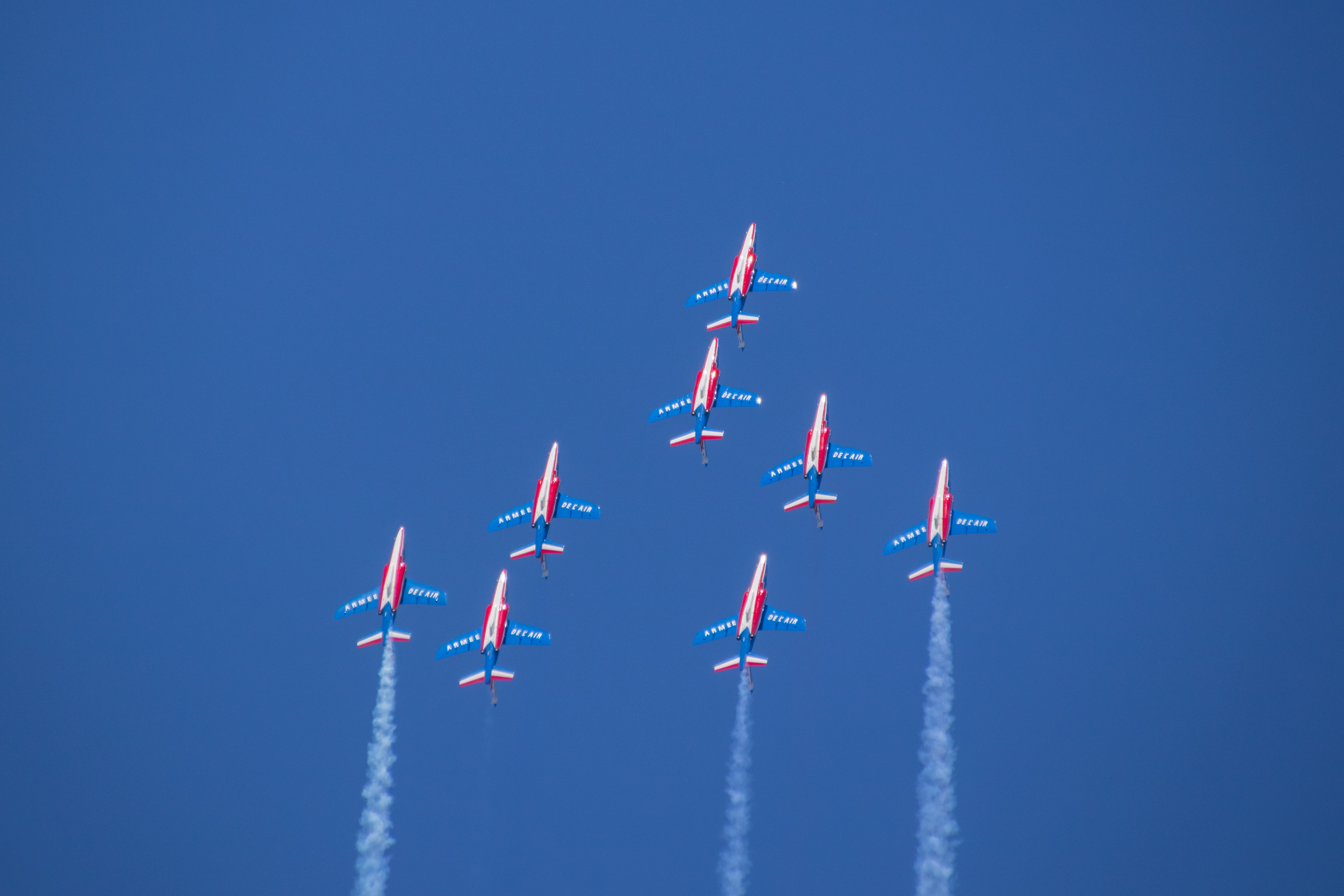
Patrouille de France au meeting national de l'Air d'Orange-Caritat de 2019.

Trois pilotes intègrent chaque année la patrouille. Les nouveaux entrants sont choisis parmi les pilotes de chasse de l'armée de l'Air et de l'Espace qui font acte de volontariat. Ils doivent détenir la qualification de chef de patrouille et totaliser au moins 1 500 heures de vol sur avion à réaction pour pouvoir postuler.
Sur le principe de la cooptation, ce sont les pilotes en place qui choisissent les trois futurs pilotes de la patrouille.
L'indicatif radio de la patrouille est Athos.
- Le leader
  - Athos 1 reste à son poste sur une période d'un an, il est le seul à ne pouvoir être remplacé. Chef d'orchestre de la patrouille, il détermine avec son équipe les figures et formations que la patrouille utilisera.
- Les intérieurs
  - Respectivement Athos 2 et Athos 3. Ils sont en première année à la patrouille et évoluent au plus près du leader lors des vols en formation.
- Le charognard
  - Athos 4, il tire son surnom de sa position : placé derrière le leader, il en avale littéralement les fumées. Il est aussi destiné à hériter de la place de leader l'année suivante.
- Les solos
  - Athos 5 (leader solo) et Athos 6 (second solo) effectuent des croisements et des percussions lors de la « synchronisation », seconde partie du programme.
- Les extérieurs
  - Athos 7 et Athos 8 font partie des équipiers les plus éloignés du leader. Leurs places respectives au sein de la formation leur demandent beaucoup d'anticipation et de concentration pour bien tenir les formations.
- Le remplaçant
  - Athos 9 est le pilote le plus ancien à la Patrouille, puisqu'il a occupé les postes d'intérieur, de second solo et de leader solo les années précédentes. Il doit être capable de remplacer n'importe quel équipier à l'exception du leader qui est irremplaçable à ce poste.

## Les mécaniciens
La Patrouille de France est avant tout une équipe.
Ce sont une trentaine de mécaniciens qui mettent en œuvre, entretiennent et réparent les Alphajet affectés à l'unité.
Placés sous les ordres du directeur technique, les mécaniciens sont également choisis par cooptation parmi les mécaniciens déjà présents dans l'unité. Ils sont tous volontaires et travaillent parfois tard la nuit pour assurer la mission du lendemain.
Ils sont répartis en deux équipes : 
- l'équipe dépannage

Chargée des dépannages nécessitant une immobilisation de l'avion, ou l'utilisation d'outils spécifiques (mise sur vérins ou utilisation d'un banc hydraulique par exemple), l'équipe dépannage assure également les opérations d'entretien programmées. Cette équipe reste à Salon-de-Provence durant la saison estivale, et assure le soutien en base arrière, ou quand la patrouille rentre de meeting.
- l'équipe « piste »

Selon la tradition, le mécanicien de piste choisit son pilote. Il l'accompagne alors durant la saison estivale sur tous les meetings, et vole en place arrière pour les vols de transit. En combinaison « bleu pétrole », il assure la mise en œuvre à chaque départ et retour de vol. La confiance entre le mécanicien et son pilote est totale. Les "pistars" passent une à deux années en piste, selon leur spécialité, avant de rejoindre l'équipe dépannage.
Les mécaniciens sont répartis en plusieurs spécialités qui couvrent l'ensemble de l'avion : vecteurs, avioniques, armement et servitude. Les fumigènes, particularité de la patrouille, sont mis en œuvre par les spécialistes « armement ».
- l'avion de transport d'accompagnement

Un avion de transport, le plus souvent un CASA CN-235, accompagne la Patrouille de France à chacun de ses déplacements. Son équipage a pour mission d'assurer le soutien logistique, en transportant une dizaine de tonnes de matériel, ainsi que le personnel nécessaire à la mission. Il peut être amené à faire des rotations jusqu'à Salon-de-Provence à partir d'un lieu de meeting si la situation l'exige.
Le CASA et l'équipage qui participent à la mission de la patrouille proviennent des escadrons de transport d'Orléans ou d'Évreux.

## Le fonctionnement

### La saison hivernale
La saison hivernale est la saison des entraînements de la nouvelle équipe, en vue des différentes représentations et meetings de l’été. Elle débute en octobre et s’étend jusqu’au mois de mai, à hauteur de 2 ou 3 vols par jour.
Une journée type en saison hivernale s'organise sur ce modèle :
- 7h55 : réveil musculaire ;
- 8h45 : premier briefing ;
- 9h30 : vol d’entraînement ;
- 10h45 : debriefing ;
- 11h45 : second briefing ;
- 12h30 : vol d’entraînement ;
- 15h : debriefing ;
- 16h : sport collectif ;
- 17h : préparation des vols du lendemain et des missions à venir.

Les entraînements débutent par le travail de la position à 8 et du ruban. Les figures à travailler s’ajoutent au fur et à mesure des entraînements pendant les six mois de travail, les évolutions sont encadrées par une commission de sécurité des vols. Enfin, les fumigènes sont ajoutés en fin de saison d'entraînement.
Traditionnellement, l’enchaînement complet se fait à Solenzara, lors d’un stage de survol maritime. Enfin, les derniers vols de la saison hivernale serviront aux pilotes à travailler l’endurance.
À la fin de la période hivernale, la PAF présente sa nouvelle série devant l’inspection de l’armée de l’Air et l'Espace et le Chef d’Etat Major qui valident la démonstration et l’autorisent à se présenter partout dans le monde.

### Le briefing
La période d’hiver est l’occasion pour l’équipe de s’habituer à son nouveau leader et sa façon de commander la Patrouille. En effet, il est le seul qui parle en vol, au sein de la formation.
Avant chaque vol a lieu une phase de briefing divisée en deux parties :
- la préparation de vol : vérification des conditions climatiques, géographie du lieu de démonstration ;
- la musique : conditionnement mental avec la répétition complète du vol, en refaisant chaque geste comme dans l’avion. L’idée est de mécaniser chaque mouvement, en pré-activant la mémoire à court terme, pour dégager l’attention ailleurs que sur le pilotage une fois en l’air.

### La saison estivale
La saison commence avec la première sur la base de Salon et compte environ 50 démonstrations et 70 passages chaque année. La majorité se déroule en France et ponctuellement à l’étranger.
Le programme type de l’été :
- jeudi matin : départ de Salon vers le site n°1 ;
- jeudi après-midi : entraînement site n°1 ;
- vendredi : entraînement site n°2 ;
- samedi : démonstration site n°2 ;
- dimanche : démonstration site n°1 ;
- lundi : retour à Salon et débriefing ;
- mardi et mercredi : repos.

Le départ en meeting s’effectue à 10 avions: les avions 0 et 9, pilotés respectivement par le directeur ou le directeur adjoint et par le remplaçant, partent en éclaireur avec 10 minutes d’avance sur la formation. Ils effectuent un point météo et s’assurent que les moyens adéquats sont mis en place sur le site pour accueillir les 8 avions qui suivent.
En fonction des conditions météo, la patrouille adapte sa présentation selon trois types :
- présentation « beau temps », > 4 500 pieds (1 500 mètres) : s’effectue dans un plan vertical. Aucun nuage ne vient perturber les évolutions dont certaines nécessitent de monter haut dans le ciel ;
- présentation « intermédiaire », 2 500 pieds (830 mètres) < plafond < 4 500 pieds : le plafond réduit le volume d’évolution. Les figures s’effectuent dans le plan oblique, par exemple la Paf ne peut effectuer le « cœur » ;
- présentation « mauvais temps », 1 000 pieds (330 mètres) < plafond < 2 500 pieds : conditions défavorables, plafond bas donc visibilité fortement diminuée. Dans ce cas, les pilotes évoluent dans le plan horizontal.

## Les formations

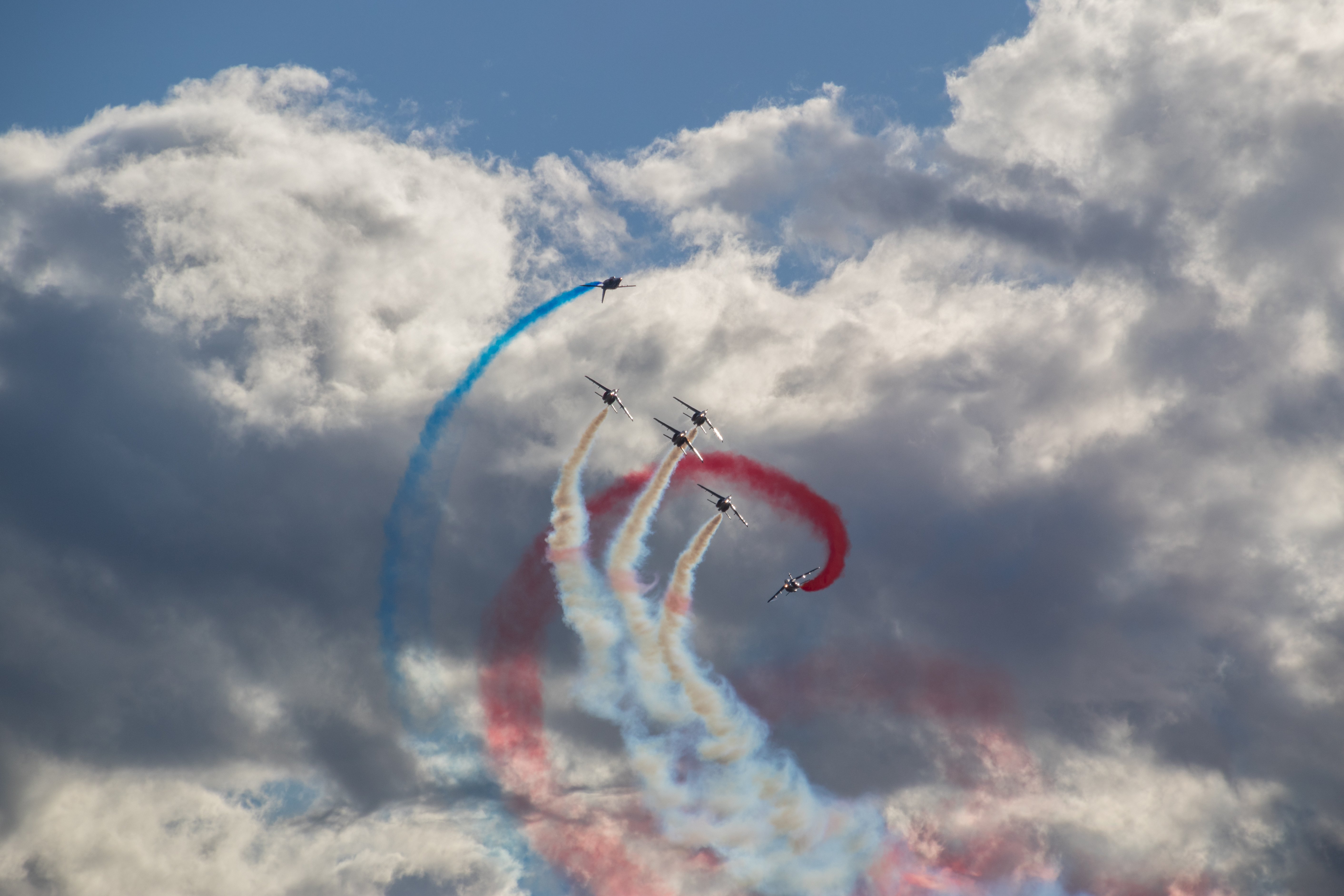
L'Apache Roll de la PAF.

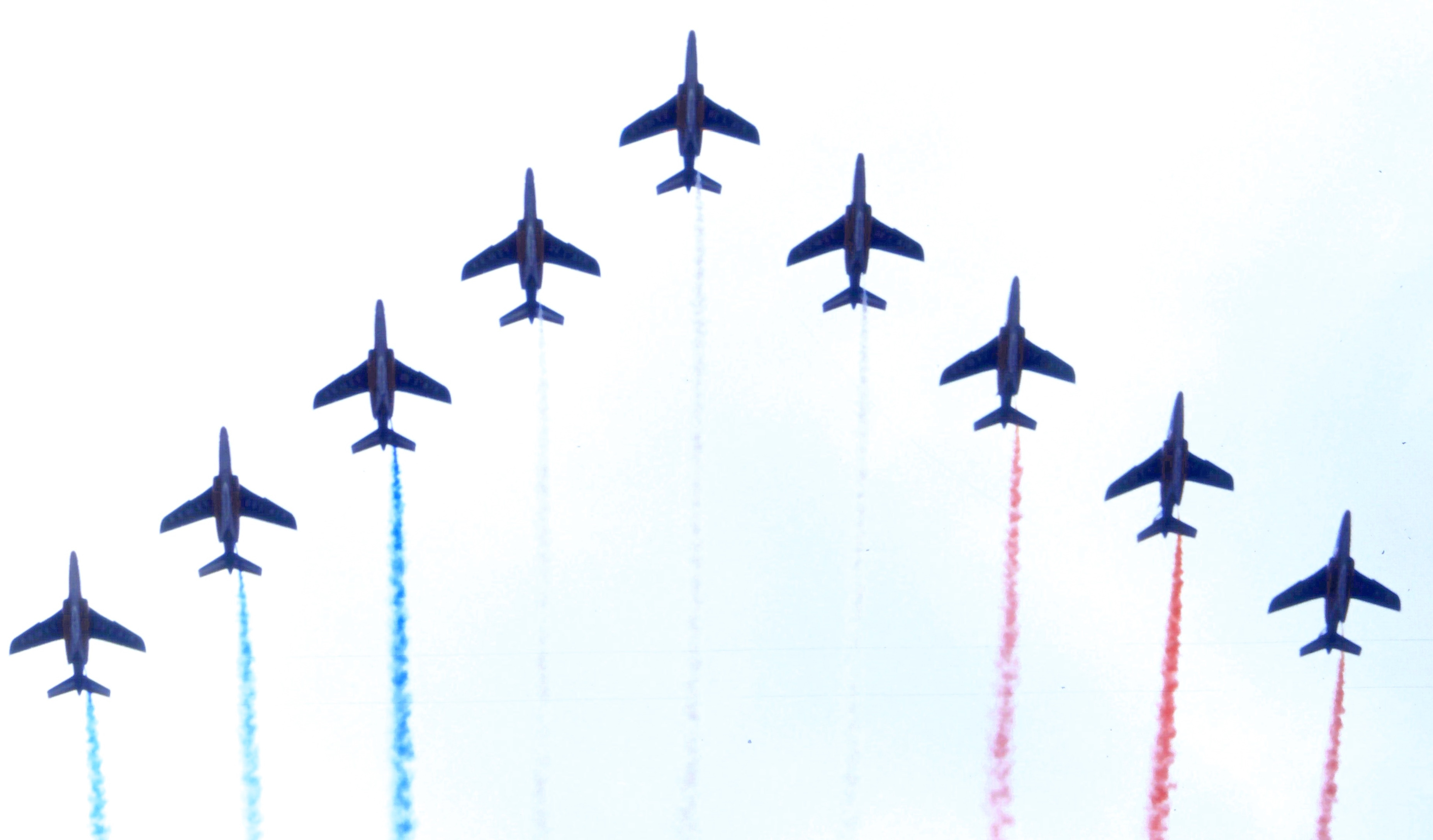
Formation Big Nine au-dessus des Champs Elysées à Paris le 14 Juillet 1992

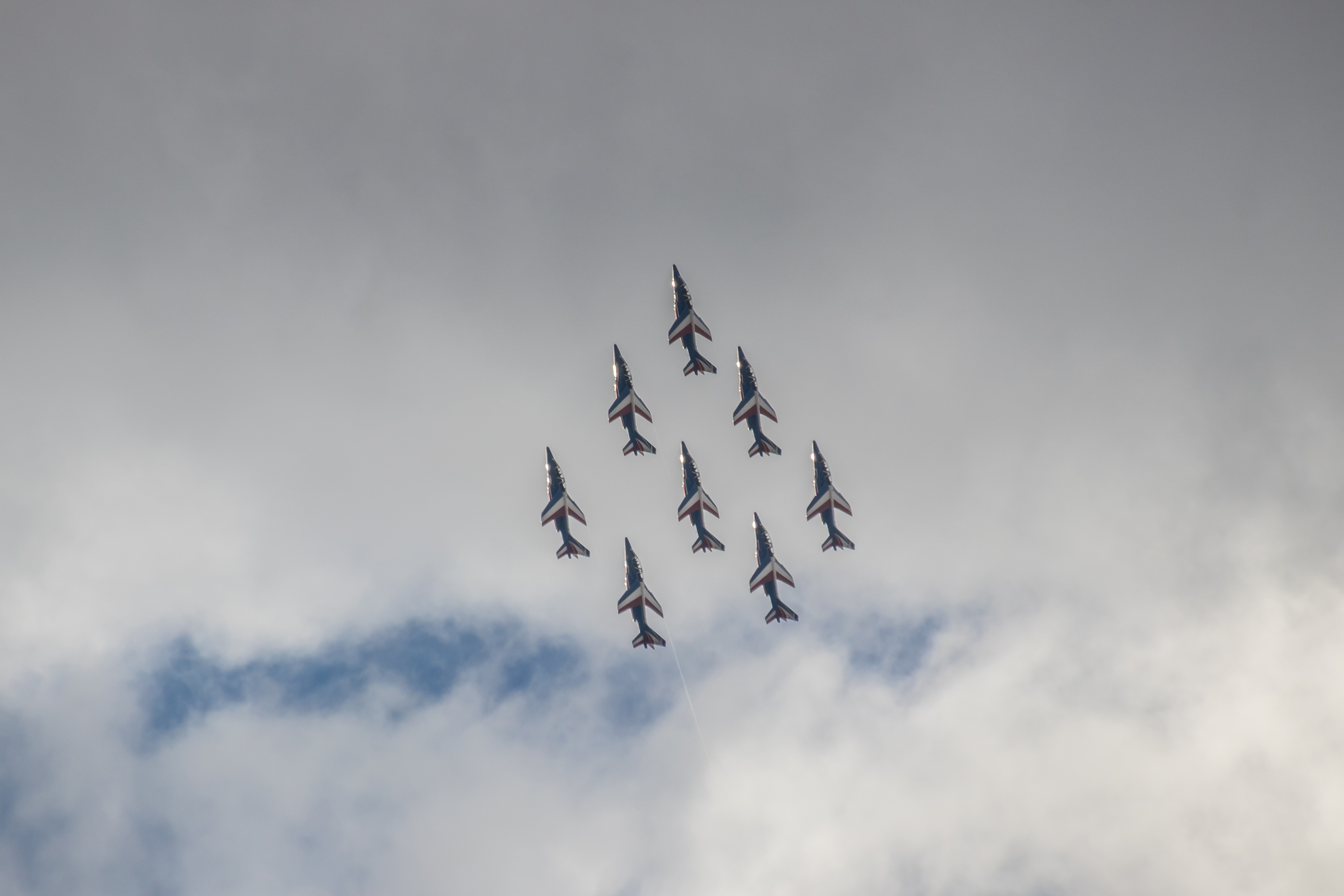
Les huit Alpha Jet de la patrouille de France en formation diamant, lors du meeting international de l'air de Roanne en septembre 2018.

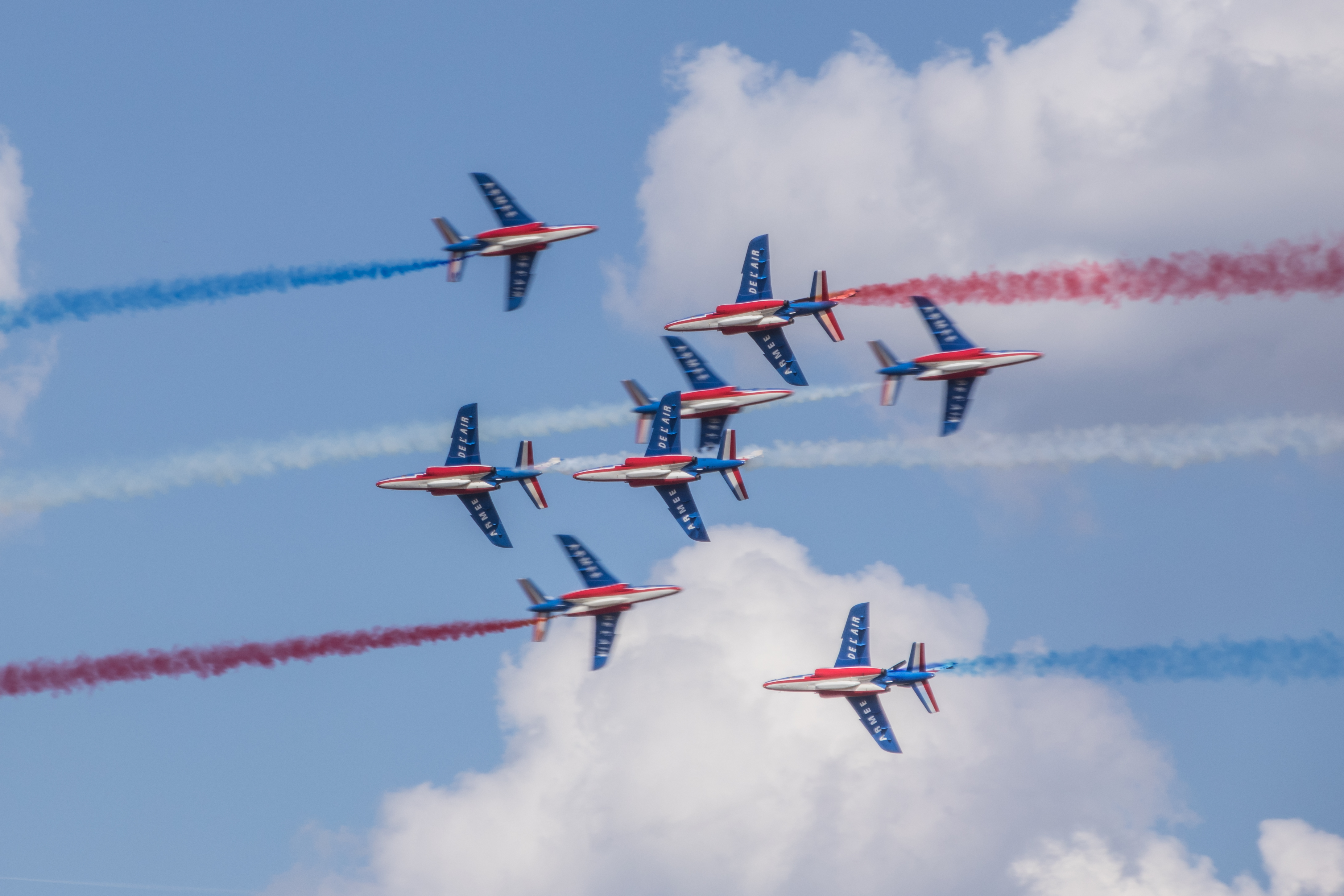
Manœuvre de croisement sur la tranche des 8 Alpha Jet lors du meeting de Dijon en juillet 2019.

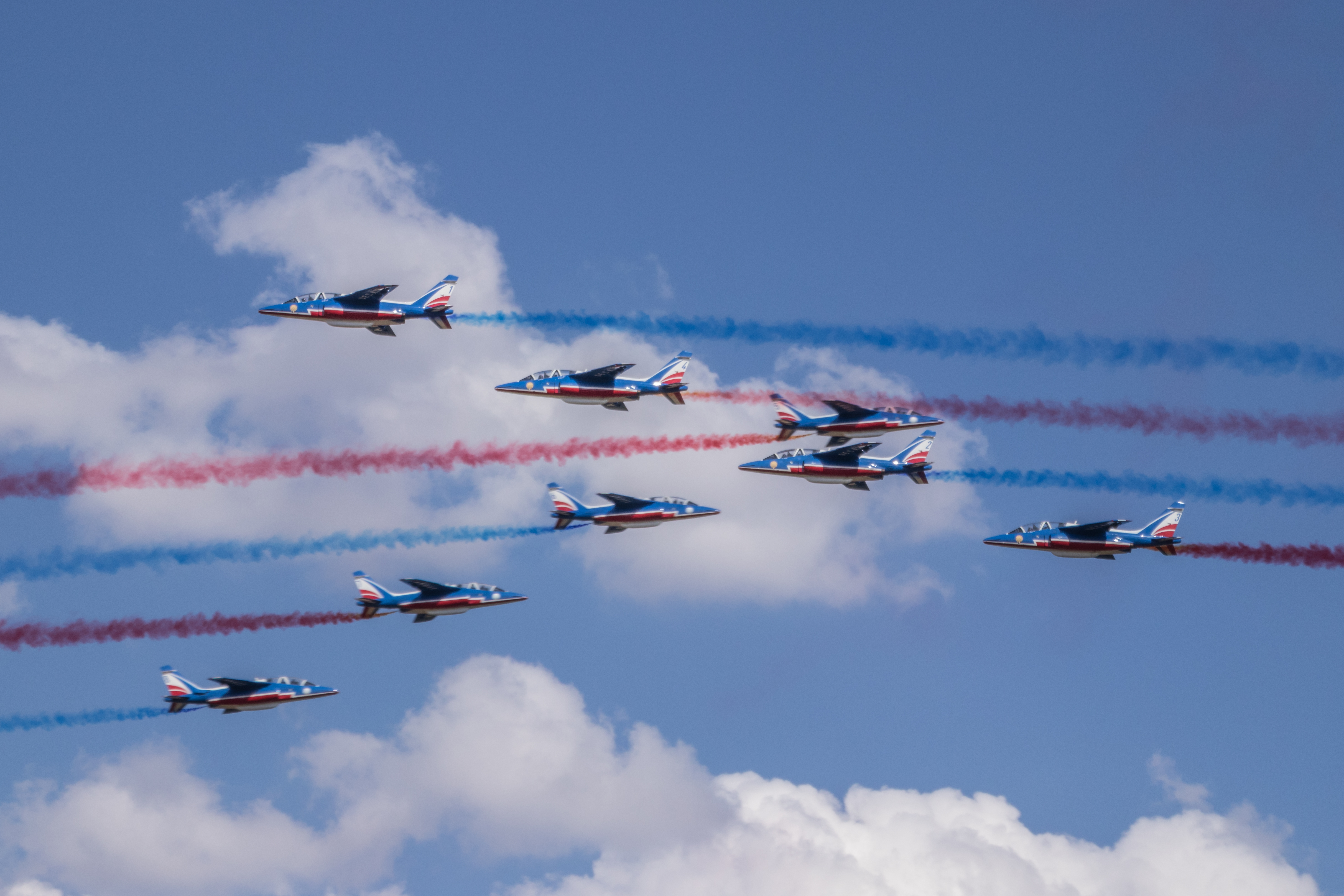
Manœuvre de croisement lors du meeting de France organisé sur la Base aérienne 102 en juillet 2019.

Le programme de la Patrouille de France est renouvelé chaque année. Chaque programme, appelée « série », est déterminé par le leader en concertation avec tous les membres de son équipe.
La série de l'année se divise en deux parties, le « ruban » (les 8 Alphajet évoluent en formation serrée et changent de formation) et la « synchro » (la patrouille se divise en deux formations qui effectuent alternativement des figures à 2, 4 ou 6 avions). Ces enchaînements doivent être parfaitement synchronisés entre le leader et le leader solo afin d'éviter les temps morts pour le public, et éviter également la superposition de deux figures.
La figure emblématique de la patrouille est le cœur (balance en Y à six coupé d'une flèche réalisée par les deux solos).
Les pilotes évoluent à des vitesses comprises entre 300 et 800 km/h, et sont espacés de seulement 2 à 3 mètres.
La formation de base de la patrouille de France est la formation « Diamant », mais de nombreuses autres formations, dont certaines sont représentées sur leur site officiel, peuvent être utilisées pour la série : 

### Alpha
Les 8 appareils forment un motif fait de trois accents circonflexes formant la lettre grecque alpha.

### Ariane
Le leader, le charognard et les solos forment une ligne verticale. De part et d'autre du deuxième solo (qui ferme la marche), les intérieurs et les extérieurs forment des lignes verticales à deux, le tout ressemble à une formation deux poutres décalée vers l'arrière rappelant la forme de la fusée Ariane 4.

### Canard
Le leader et les intérieurs forment une flèche à trois ; derrière eux le charognard, les extérieurs et les solos forment une deuxième flèche imbriqué dans l'autre formant un chevron.

### Concorde
Partant de la formation diamant le leader et le charognard avancent. Le charognard prend la place du leader qui se retrouve en pointe. Le tout donnant la forme du Concorde.

### Croisillon
Le leader, le charognard et les solos forment une ligne verticale. Entre le charognard et le leader solo, les intérieurs et les extérieurs viennent se placer en ligne horizontale formant une croix.

### Big Nine
C'est une formation où le leader est en pointe, les intérieurs de part et d'autre en léger retrait. Les extérieurs se placent eux de part et d'autre des intérieurs. Les solos se placent de part et d'autre des extérieurs. Le charognard et le remplaçant complètent de la même façon la formation le tout formant un chevron à neuf (formation utilisée pour le défilé du 14 Juillet).

### Rafale
Le leader et le charognard sont en pointe, les intérieurs et les extérieurs forment une première ligne horizontale derrière le charognard. Les solos forment une autre ligne horizontale en arrière.

### Flèche
Le leader, les intérieurs et les extérieurs forment une pyramide. Les autres équipiers emmenés par le charognard forment une ligne verticale derrière le leader.

### Grande flèche
Le leader en pointe, le charognard derrière. Les intérieurs de part et d'autre du leader en retrait, les extérieurs sont en retrait eux aussi de part et d'autre des intérieurs

### Très grande flèche
À partir d'une formation grande flèche le leader et le charognard avancent d'une place.

### Balance
Le leader est en pointe, le charognard toujours derrière lui. Les extérieurs et les intérieurs s'alignent sur une ligne horizontale entre le leader et les solos.

### Super balance
Comme la balance, à ceci près que les solos sont à l'extérieur de la formation sur la ligne horizontale.

### Apollo
Le leader et le charognard sont en pointe. Derrière le charognard, de part et d'autre, sont placés les deux intérieurs. Les extérieurs se placent derrière les intérieurs dans la même formation. Les deux solos sont décalés de part et d'autre des extérieurs le tout rappelant la forme du module lunaire des missions Apollo.

### Fusée
À partir d'une formation croisillon les extérieurs reculent pour arriver au niveau du second solo.

### Diamant
Les appareils prennent position dans un box serré pyramidal selon le modèle 1-2-3-2. Le tout forme un diamant.

### Té
Le leader, les intérieurs et les extérieurs forment une ligne horizontale. Les autres équipiers emmenés par le charognard forment une ligne verticale derrière le leader.

### Dard
C'est une formation croisillon dans laquelle les extérieurs se reculent pour arriver au niveau du leader solo.

### Transall
Le leader est toujours en pointe avec le charognard derrière lui. Entre les deux les intérieurs et les extérieurs forment une ligne droite. Les deux solos sont côte à côte derrière le charognard.

### Cygne
À partir d'une formation Grande flèche à six emmenée par le leader solo, le charognard se place devant le leader solo. Le leader quant à lui mène la formation devant le charognard.

### Deux poutres
Le leader et le charognard sont en pointe ; les intérieurs, les extérieurs forment deux « poutres » à trois (alignement vertical) de part et d'autre du charognard.

### Mirage F1
Depuis la formation dard, les deux extérieurs reculent de part et d'autre derrière le second solo dernier de la colonne centrale. Il s'agit de deux concordes à la suite box avant puis box arrière.

### Losange
On part d'une formation diamant où le charognard recule pour se situer derrière les solos.

## Avions utilisés
- Republic F-84 G Thunderjet (1953-1954)
- Dassault Ouragan (1954-1957)
- Dassault Mystère IV (1957-1964, soit 7 ans)
- Fouga Magister (1964-1980 soit 16 ans, avec 6 puis 9, 11 en 1972[13] ainsi qu'en 1973 et revient à 9 avions suite de la première crise pétrolière et dont la dernière présentation en vol a lieu le 16 septembre 1980 à Salon-de-Provence)
- Alpha Jet (depuis 1981, avec 7 avions au début et un 8e ajouté dès 1982 Son retrait est prévu vers 2035[14])

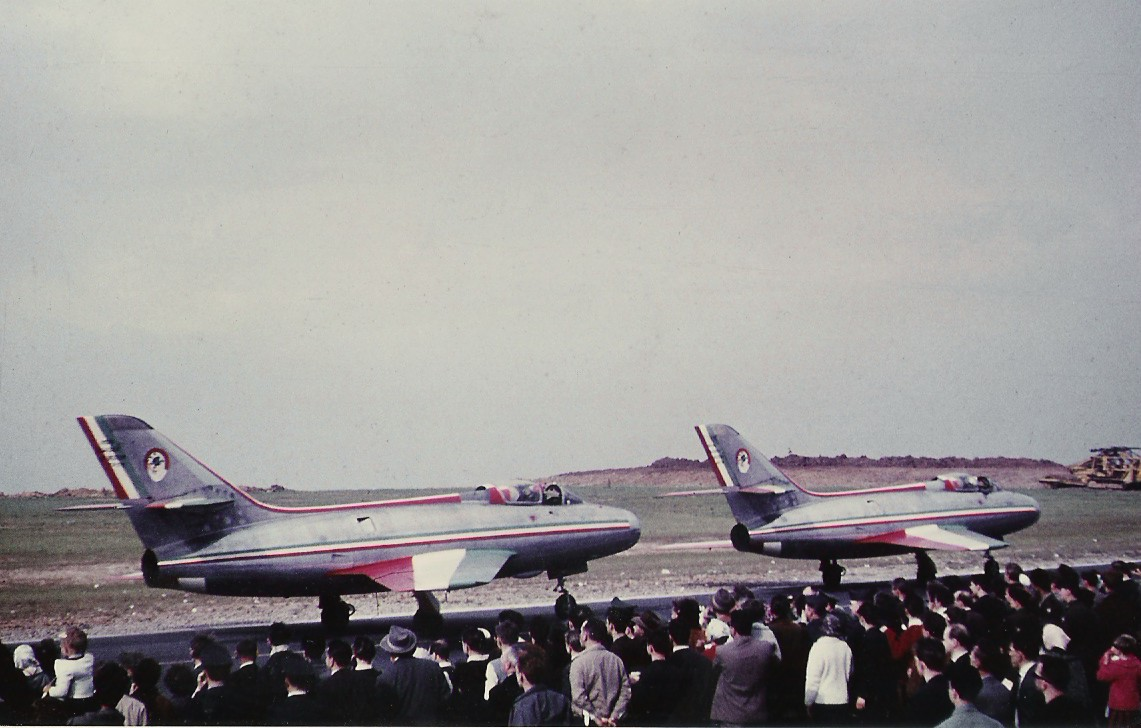
Mystère IVA de la PAF sur la base américaine de Bitburg au début des années 1960.
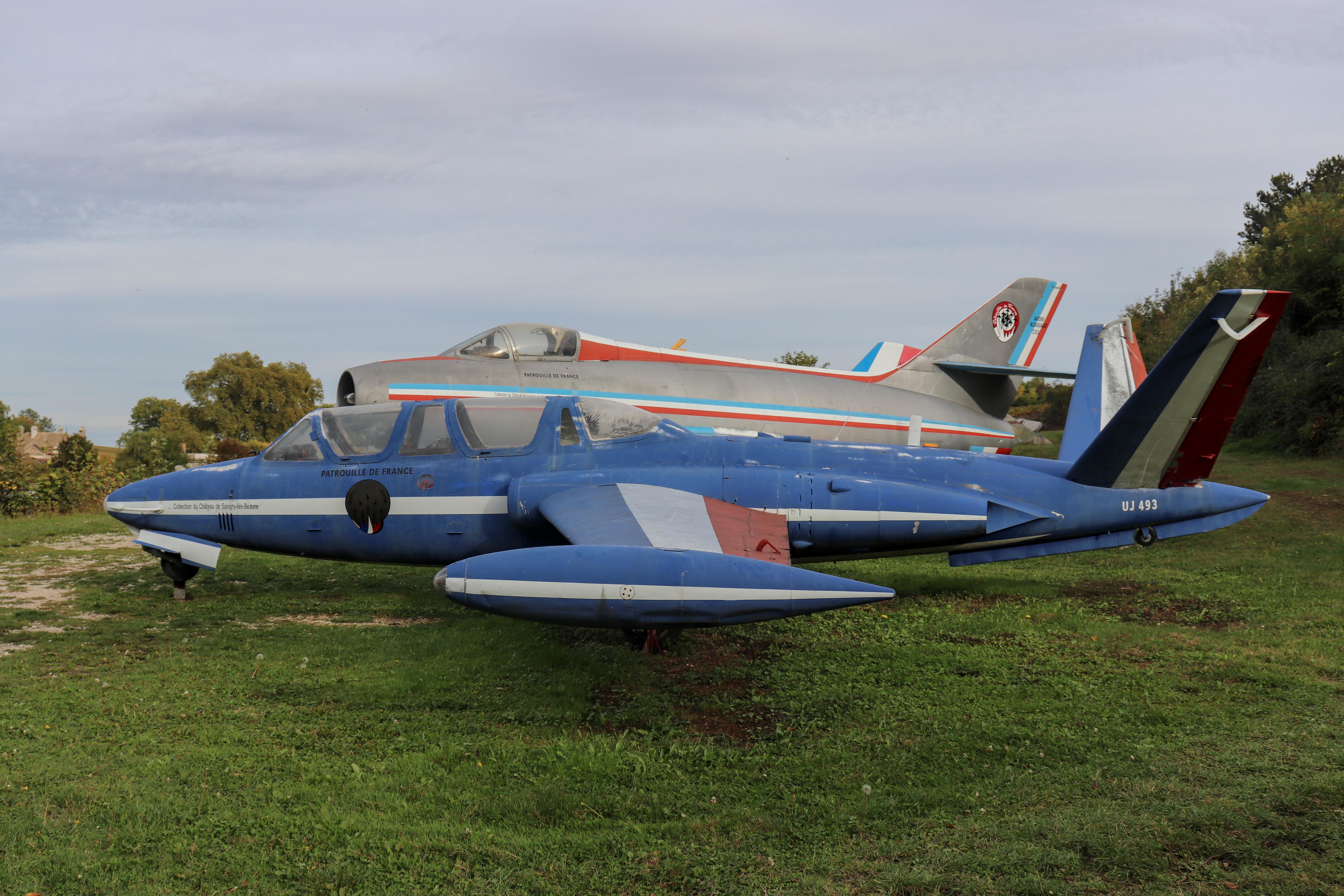
Fouga Magister de la PAF conservé au musée du Château de Savigny-lès-Beaune.
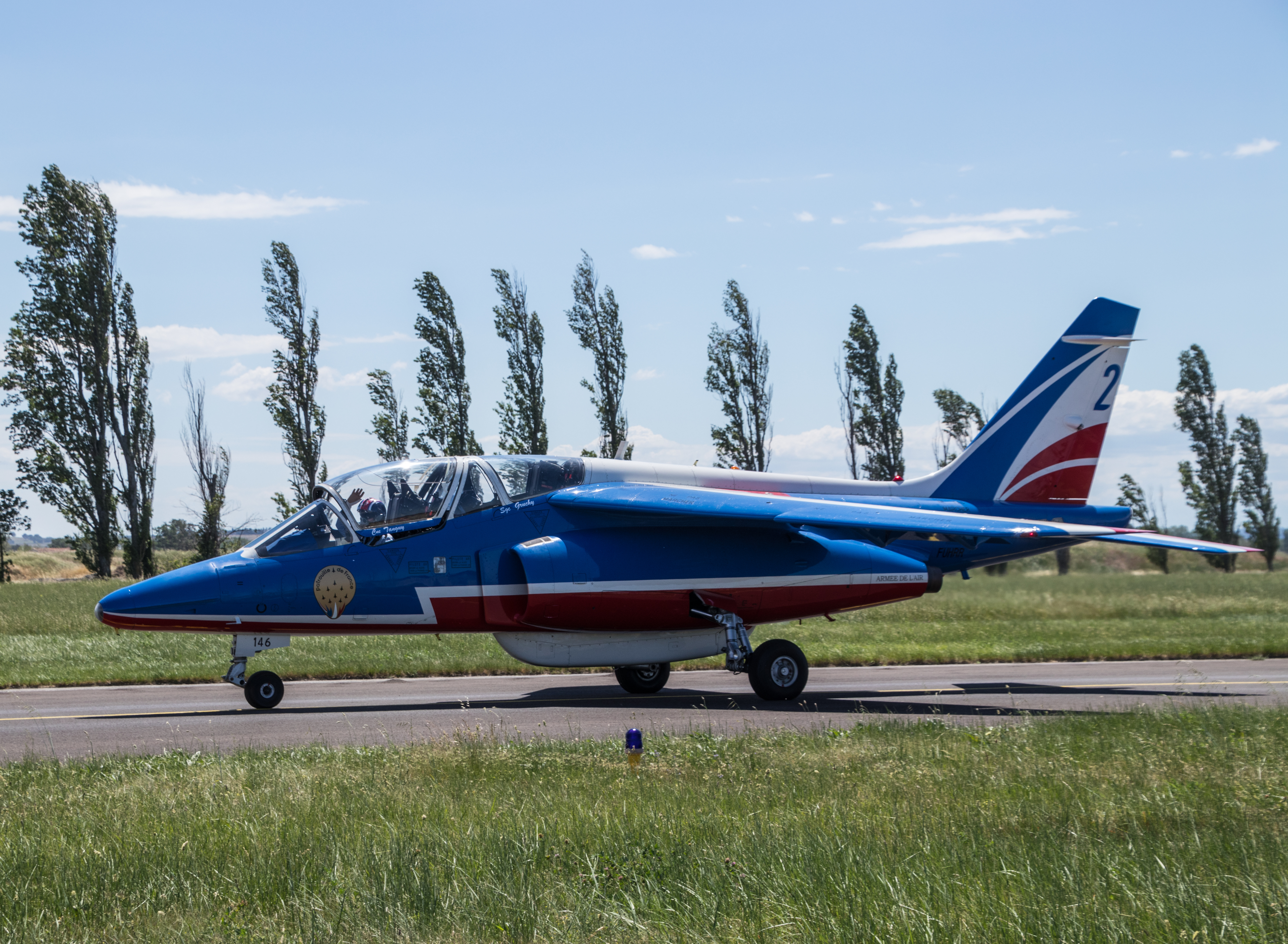
Alpha Jet de la PAF sur la base aérienne 115 d'Orange en mai 2019.

Les AlphaJet de la Patrouille de France présentent des caractéristiques : la peinture bleu-blanc-rouge, le pod fumigène qui remplace le pod canon et un phare dans le nez ont été rajoutés pour les besoins de la Patrouille. De plus, le viseur, inutile pour ce type de vol, a été démonté pour offrir une meilleure visibilité. Fin 2023, 21 sont à la disposition de la PAF.

## Dispositif pour l'effet fumigène
Véritable signature de la Patrouille de France, ce sont les gerbes colorées tracées dans le ciel. Pour obtenir cet effet là, chaque AlphaJet de la patrouille est équipé d'un pod fumigène, installé sous le ventre de l'avion, au point central à la place du pod à canon-mitrailleur.
Ce pod abrite deux cuves de 50 litres, la première contenant une huile pour donner un panache blanc, tandis que la seconde est remplie d'un colorant liquide (soit rouge, soit bleu, le choix étant effectué au sol lors du remplissage) pour générer le panache coloré. La pointe du pod fumigène abrite une bouteille d'azote sous pression.
Avant le décollage de l'AlphaJet, le mécanicien remplit les deux cuves (dont la seconde avec la couleur sélectionnée) puis ouvre le robinet de la bouteille d'azote. En vol, le pilote dispose d'une unique palette située derrière le manche, avec laquelle il déclenche ou stoppe l'effet fumigène, et choisit la cuve qu'il souhaite utiliser. Ainsi en plein vol, il peut basculer de la gerbe blanche à une gerbe colorée (soit rouge, soit bleu selon le chargement qui a été effectué au sol), par contre il ne peut pas basculer d'une gerbe rouge vers une gerbe bleue, et inversement.
Pour générer la fumée, l'azote sous pression est envoyé pour « pousser » et éjecter le colorant de la cuve adéquate. Deux petites tuyauteries externes relient l'arrière du pod fumigène à la tuyère du réacteur gauche de l'Alpha Jet. Elles canalisent le mélange azote/air/colorant vers cette tuyère où la sortie du réacteur gauche chauffe et disperse la fumée générée. Pour que l'effet soit bien réussi (couleur vive et panachée), la température à la sortie du réacteur doit être comprise entre 650 °C et 750 °C
Pour éviter tout cafouillage dans le ciel, le Leader annonce à toute la patrouille dans sa « musique » : « Coup de palette ... Top ». À cet instant là, Athos 3, 4, 5 et 7 appuient sur la palette du blanc ou du rouge, tandis Athos 1, 2, 6 et 8 appuient sur la palette du blanc ou du bleu.
Un cas particulier est à signaler : lors de la cérémonie d’ouverture des Jeux olympiques d'hiver de 1992 à Albertville, les avions de la PAF sont exceptionnellement équipés de fumigènes aux couleurs olympiques (bleu, noir, rouge, jaune et vert).

Effet fumigène de la Patrouille de France
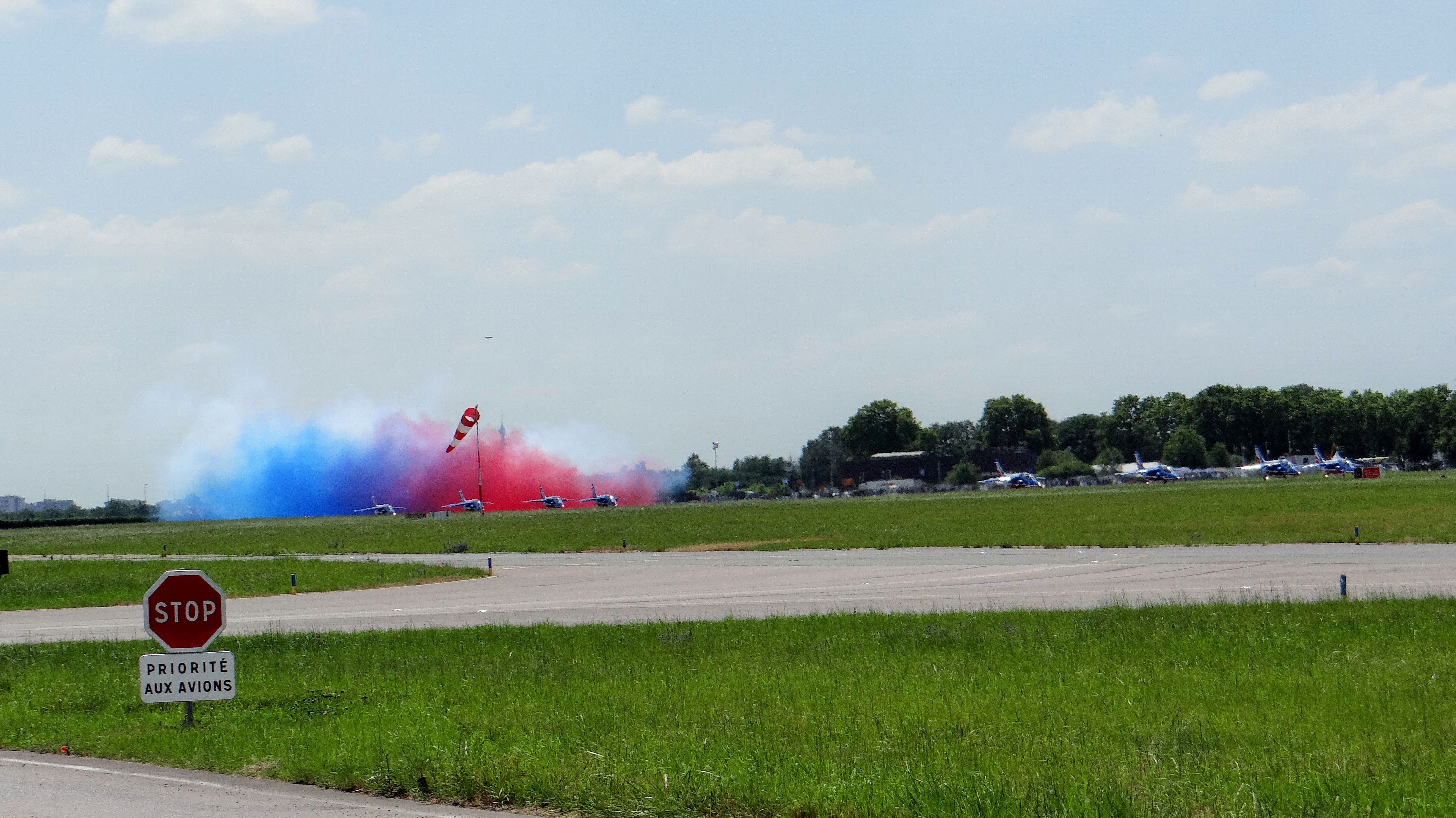
Décollage avec fumigène, 4 avions par 4, Salon de Paris-Le Bourget. Juin 2019.
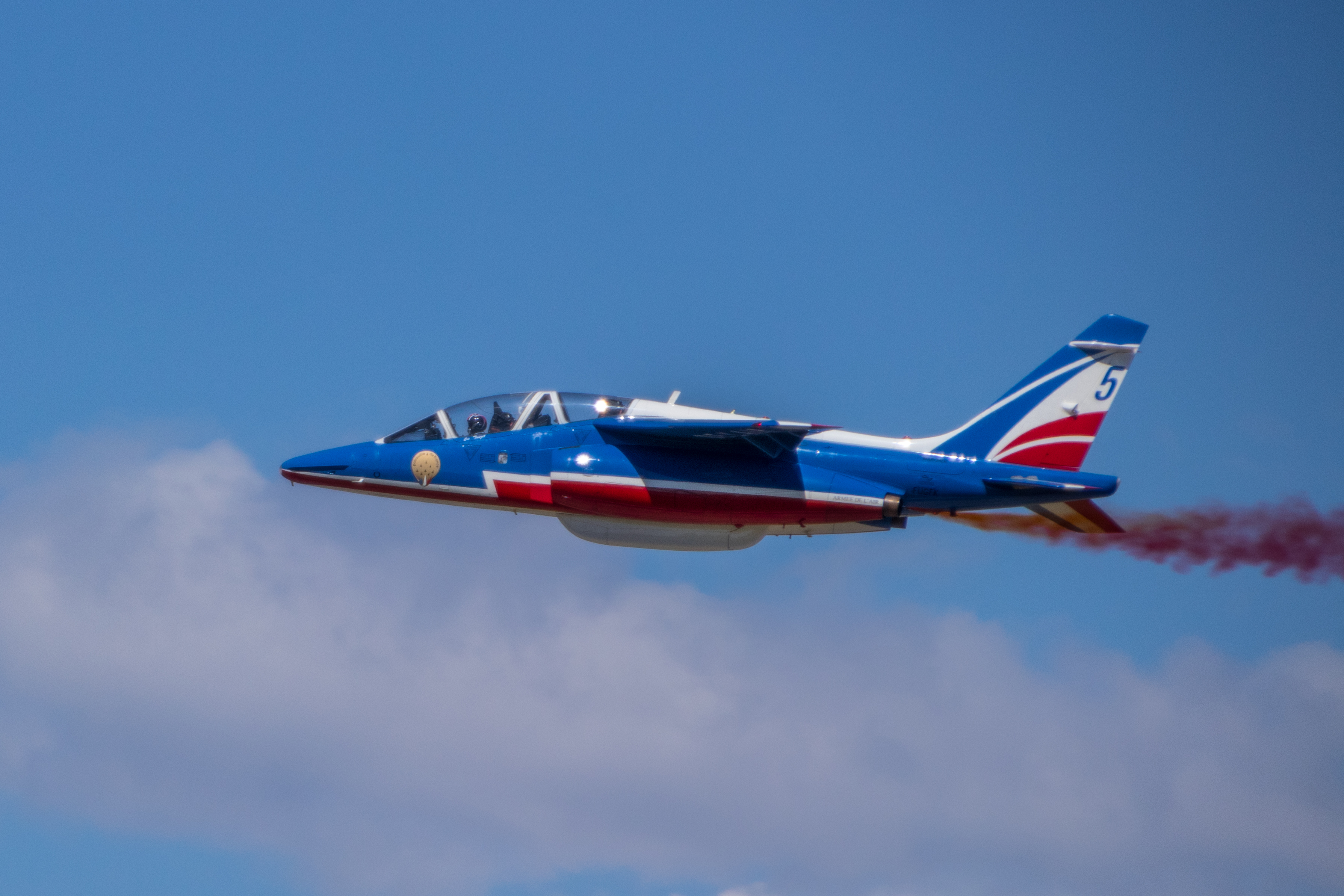
Pod fumigène placé sur le ventre de l'appareil.
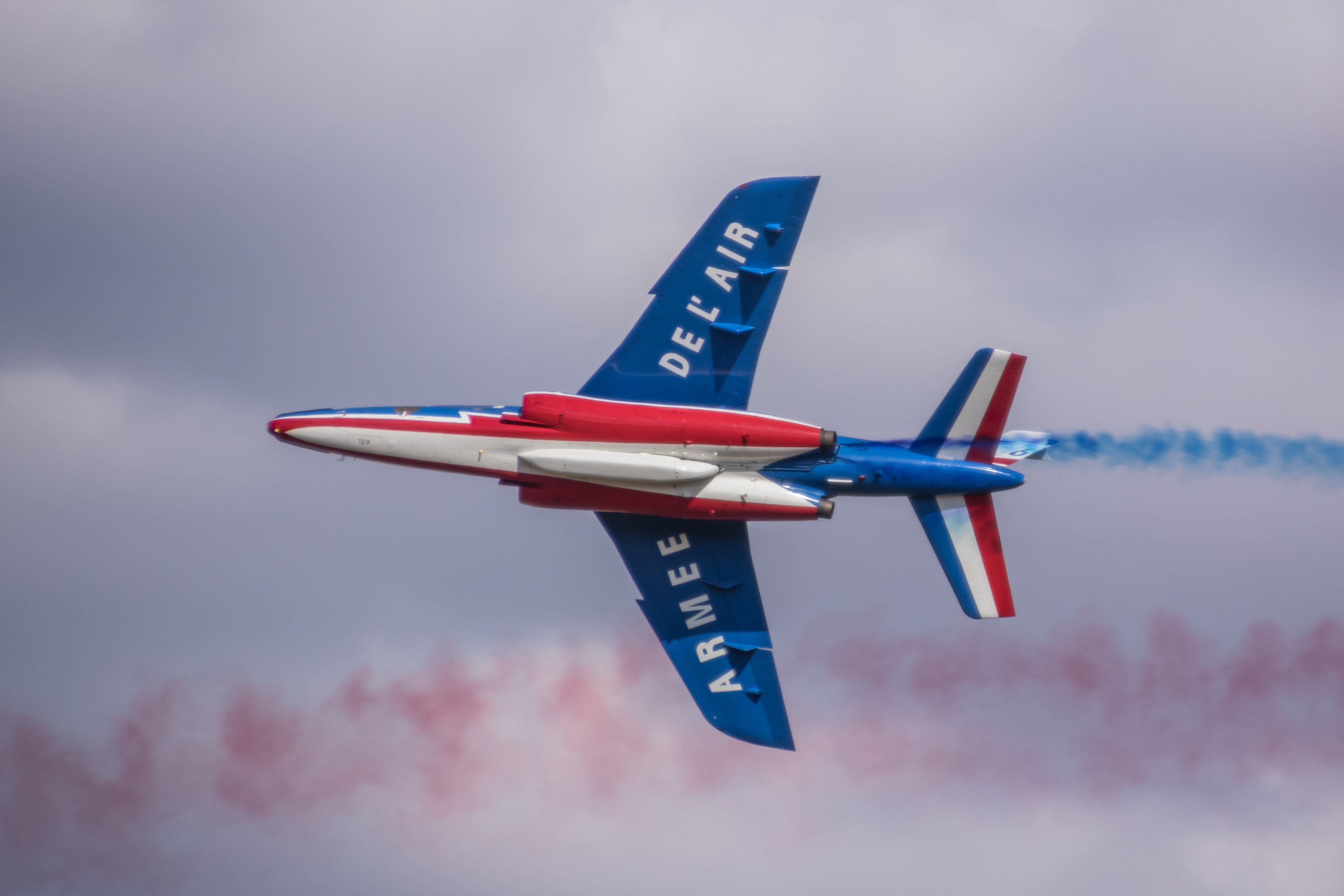
Tuyauteries allant du pod fumigène et débouchant sur la tuyère du réacteur gauche.
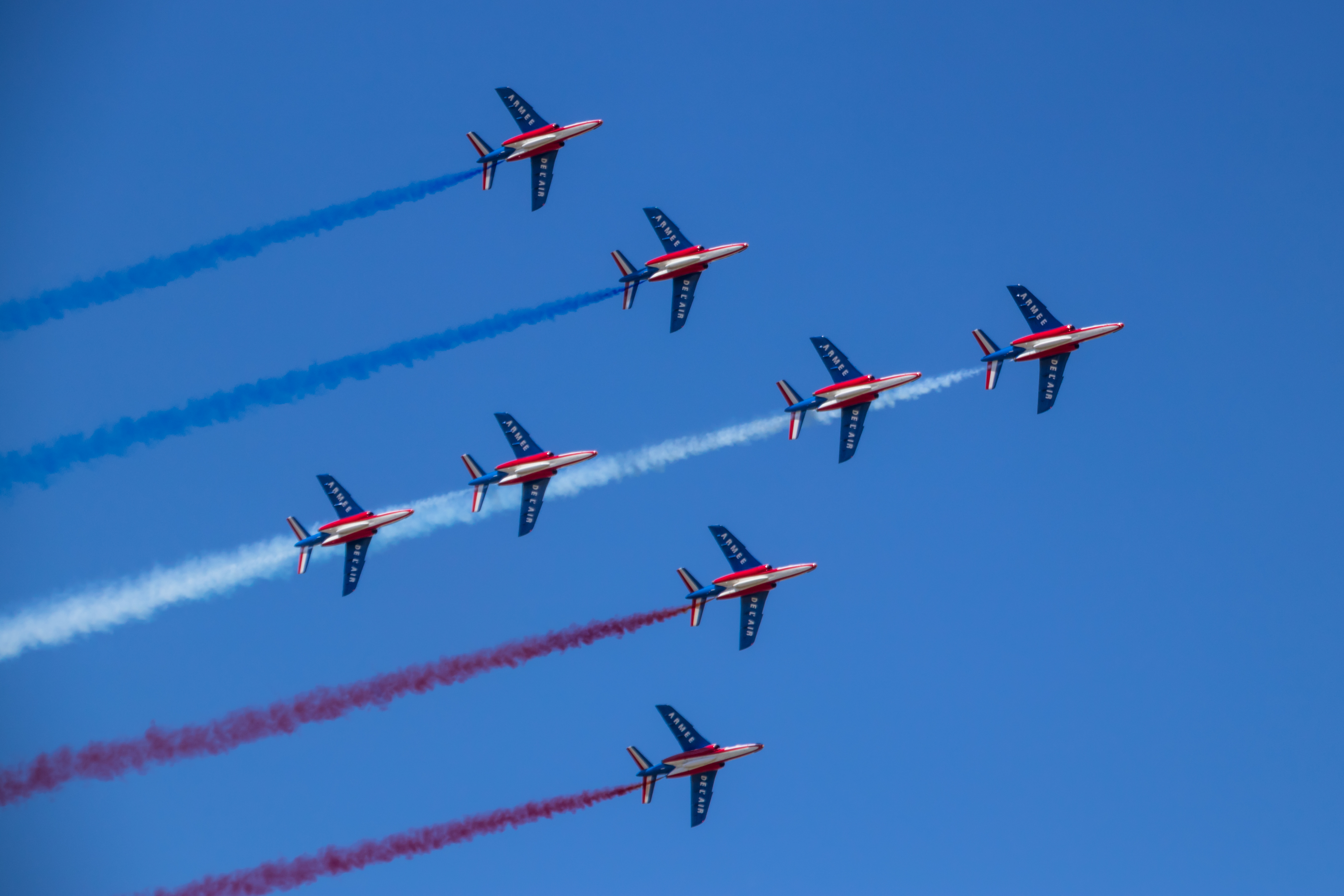
La fumée générée ne sort que par la tuyère du réacteur gauche.

## Accidents
- Accidents mortels :
  - 20 mai 1935 - Mort de l'adjudant-chef Carlier de la « patrouille d'Étampes » à la suite d'une collision en vol lors d'un meeting à Orly[18],[19] ;
  - 4 juin 1967 - À la sortie du traditionnel éclatement final, le Fouga Magister du capitaine Didier Duthoit (commandant en second de la PAF) s'écrase à proximité de la tribune officielle lors du Salon du Bourget. Le pilote est tué[20] ;
  - 10 septembre 1969 - Le lieutenant Guy Wautelet trouve la mort à l'entraînement ;
  - 8 décembre 1969 - Le lieutenant Christian Villeneuve trouve la mort à l'entrainement ;
  - 28 septembre 1973 - Le lieutenant Alain Gilbert trouve la mort à l'entrainement au dessus de la Base de Salon-de-Provence[21],[22] ;
  - 9 avril 1974 - Le lieutenant Jean-Paul d'Ambra se tue à l'entraînement[23] ;
  - 28 janvier 1980 - Deux Fouga Magister se percutent alors qu'ils réalisent une manœuvre synchronisée lors d'un vol d'entraînement à Salon-de-Provence. Les deux pilotes, le commandant en second de la PAF Jean-Serge Longy et l'adjudant-chef Jacques Pourchelle, sont tués[24]. Pierre commémorative à la Roque d’Anthéron (43.724346 , 5.324107) ;
  - 7 octobre 1981 - Un Alpha Jet piloté par le lieutenant-colonel Guy Charvet (commandant des EPAA) s'écrase près d'Artigues. Le pilote ne s’éjecte pas et est tué ;
  - 18 janvier 1982 - L'Athos 8 s'écrase pendant une répétition à la base de Salon-de-Provence. Le lieutenant Gérard Tardif est tué ;
  - 4 septembre 1983 - Deux avions se percutent pendant un meeting à Niort, alors qu'ils effectuent une manœuvre consistant au croisement de deux groupes de quatre avions. Le capitaine Patrick Badin s'éjecte et survit. L'autre, le lieutenant Jean-Marie Vuillamy, est tué lors du crash de son appareil ;
  - 3 février 1991 - Les deux solos se percutent au cours d'un vol d'entraînement. Le capitaine Georget Lenne est tué, le capitaine Louis s’éjecte et ne souffre que de quelques blessures ;
  - 13 avril 1992 - Le second solo s'écrase pendant un vol d'entraînement près de Salon-de-Provence. Le capitaine Didier Bossert évite de justesse une autoroute importante, mais active l'éjection trop tard et est tué ;
  - 11 avril 2002 - En fin d'entraînement, un Alpha Jet pique du nez lors de l'amorce d'un virage avant de se poser. Le pilote, le capitaine Daniel Marchand, tente de s’éjecter trop tard et s'écrase avec son avion[25].

- Accidents non-mortels :
  - 25 juillet 1987 - Les deux solos se percutent pendant le meeting d'Annemasse. Les deux pilotes s'en sortent indemnes : l'un des deux s'éjecte, tandis que le second appareil parvient à atterrir ;
  - 10 juin 1993 - Lors d'un entraînement, l'un des Alpha Jet solos s'écrase à proximité de l'aérodrome de Cameri (Italie). Les deux pilotes s’éjectent et ne souffrent que de quelques blessures[26] ;
  - 13 avril 2010 - Lors d'un entraînement, l'un des Alphajet solos s'écrase à proximité de l'aérodrome d'Orange Plan de Dieu, alors qu'il effectue une manœuvre seul. Son pilote, le capitaine Sylvain Courtot, s'éjecte à environ 10 mètres du sol et atterrit avec son parachute à quelques mètres de l'avion. Il souffre de fractures[27], reprenant les vols en 2011[28]. Le remplaçant 2009 fait son retour dans la patrouille pour assurer la saison 2010 ;
  - 25 juillet 2019 - À la suite d'un exercice de repérage à Saint-Cyprien pour une prochaine représentation, Athos 2 fait une sortie de piste à l'aéroport de Perpignan, traverse la route départementale 614 et s'arrête au bord de la route départementale 117. Le capitaine Jean-Philippe est légèrement blessé après s'être éjecté[29]. Un défaut de fonctionnement du système de freinage de l'avion est mis en cause par le pilote[30].
  - 25 mars 2025 - Deux Alpha Jet de la Patrouille de France entrent en collision durant un vol d’entraînement, près de Saint-Dizier. Les deux pilotes et un passager ont pu s'éjecter[31].

Athos 8 est le numéro le plus représenté dans les accidents impliquant les Alpha Jet, représentant les deux tiers des cas. Au total, quatorze pilotes de démonstration sont morts en exercice depuis 1931, dont treize depuis la création de la Patrouille de France, en 1953.

## Les partenariats
La Patrouille de France apporte son soutien à des associations comme celle des Paralysés de France en 1997, et réalise des partenariats comme avec la Croix-Rouge française en 2003. En 2008, un partenariat est monté avec Mécénat Chirurgie cardiaque, association qui sauve des enfants du monde entier en les faisant venir se faire opérer en France, et se poursuit jusqu'en 2010.
En 2011, la Patrouille de France soutient la Fondation Thierry Latran (recherche contre la sclérose latérale amyotrophique ou maladie de Charcot), et soutient également l'association Solid'Air, qui œuvre au profit de personnel de l'armée de l'air qui est directement confronté à un handicap (ou au sein de sa famille).
En 2012, l'armée de l'air devient partenaire de « Tout le monde chante contre le cancer ». La Patrouille de France effectue 3 passages historiques dans le ciel de Villefranche de Rouergue, siège social de cette association aveyronnaise.
En 2017 et 2018, la Patrouille de France soutient l'association « Sourire à la vie ».
En 2019, la Patrouille de France soutient l'association « Imagine For Margo - Children without Cancer ».
En 2024 et 2025, la Patrouille de France soutient l'association « ELLyE, Ensemble Leucémie Lymphomes Espoir », une association agréée de patients et de proches, engagée dans l’accompagnement des personnes touchées par les cancers du sang lymphoïdes (lymphomes, leucémie lymphoïde chronique, maladie de Waldenström). 

## Les organisateurs de meeting

Répétition du défilé du 14 juillet 2017.

Chaque année, la Patrouille de France assure une cinquantaine de représentations au cours de manifestations aériennes.
Elle se produit notamment lors de meetings organisés par des aéroclubs tel que le meeting aérien de Roanne (l'un des plus grands et connus de France), des municipalités, ou encore des sociétés spécialisées comme Bleuciel Airshow ou Sport Evenement.
Elle se produit également au cours de salons aéronautiques (Salon du Bourget en France, MAKS en Russie, Salon de Dubaï, Salon de Bahreïn), ou assure des défilés (14 Juillet, Brésil 2009, etc.).

## Les parrains
Beaucoup de rencontres avec des notoriétés ponctuent la vie de la PAF, mais peu ont le titre officiel de « parrain ». Manitas de Plata, Julien Clerc, Bernard Chabbert avec Alain Ernoult, Nicolas Hulot, victime d'un voile noir à bord d'un avion de la PAF (perte de connaissance sous facteur de charge), n'a par exemple jamais été le « parrain » de la Patrouille de France, Véronique Jannot pour le tournage de son clip vidéo Aviateur, Catherine Maunoury championne du monde de voltige aérienne, Catherine Ceylac pour Envoyé Spécial et le Telethon auparavant au dessus de Perpignan avec Sophie Davant qui pour cette dernière assure les commentaires au sol , Alain Prost, Grands reportages d'Henri Chambon en 1994/95, Caroline Avon pour M6 kids ou E=M6 en 1996, et Marie-José Perec.
Le premier parrain de la Patrouille de France était Alain Delon, en 1988. Il vient le 7 avril pour la première fois à Salon, avec Yves Mourousi, puis réalise un vol en direct au journal de 13 heures de TF1, un direct de 30 minutes depuis Salon-de-Provence. Sa renommée fait beaucoup parler de l'Armée de l'air et renforce le lien de l'armée avec la nation.
En 1990, Michel Drucker accepte d'être le parrain de la Patrouille de France. Journaliste passionné d'aéronautique, il vient pour la première fois sur la base de Salon-de-Provence le 26 mars 1990, et réalise son premier vol le 26 avril. Deux jours plus tard, l'équipe est sur le plateau de Champs-Élysées. Cette émission permet aux téléspectateurs de découvrir des aspects méconnus du personnel de l'Armée de l'air. En 1997 dans le cadre de son émission Studio Gabriel un vol sera organisé avec lui même ainsi que Sylvain Augier dont la présence des pilotes de cette année la au cours de celle-ci. En 2010, à l'occasion des vingt ans de la patrouille 1990, l'équipe est conviée sur le plateau de Vivement dimanche pour une émission spéciale.
En 1991, la Patrouille de France choisit Jean-Claude Killy, triple champion olympique aux jeux olympiques d'hiver de 1968 de Grenoble, il est coorganisateur des jeux olympiques d'Albertville en 1992, où la PAF fait l'ouverture.
En 1993, à l'occasion du 40e anniversaire de la formation, Albert de Monaco devient le parrain de la PAF.
En 2001, le champion de judo David Douillet endosse la responsabilité d'être le parrain. Il effectue un vol en face de la Patrouille de France, à bord d'un avion de transport Transall dont la soute était ouverte.
En 2010, épouse du président de la République française d'alors, Carla Bruni-Sarkozy devient, aux côtés de la première femme leader, la toute première marraine.
En 2012, le joueur de rugby du stade toulousain et capitaine de l'équipe de France Thierry Dusautoir, devient le parrain pour l'année en cours.
En 2014, l'Armée de l'air fête ses 80 ans et à cette occasion, pour la première fois de son histoire, la Patrouille de France compte deux parrains d'exceptions: les spationautes Jean-Loup Chrétien et Patrick Baudry. Ils effectueront deux vols au cours de l'année.
En 2023, pour les soixante-dix ans Anne-Claire Coudray devient marraine et seconde femme dans le rôle de celle-ci en faisant un vol.

## Distinctions
- Médaille de l'Aéronautique par décret en date du 13 mai 2003, « à titre exceptionnel, par anticipation, au titre de l'année 2003 »[38].

## Filmographie
- Entre ciel et terre, émission de télévision de François REICHENBACH en 1977.
- Patrouille de France et Patrouille en France en 1986.
- Carnet de vol en 1990.
- Patrouille de France 40 ans de panache en 1993.
- Patrouille de France : la tournée américaine, 2017, diffusé sur C8 en juillet 2017[40].
- Femmes pilotes de Chasse : du rêve à la réalité de Jean-Baptiste Gallot, Stéphane Rodriguez et Vincent Daudey, un documentaire de 110 minutes diffusé sur France 3 en 2009 qui suit notamment Virginie Guyot, la première femme à intégrer la Patrouille de France, et Claire Mérouze, la future première femme à piloter le Rafale, à l’École de pilotage de l'Armée de l'air de Cognac [41]